# Haji Wright
Haji Amir Wright (Los Angeles, 27 marzo 1998) è un calciatore statunitense, attaccante del Coventry City e della nazionale statunitense.

## Caratteristiche tecniche
È un centravanti.

## Carriera

### Club

#### Inizi
Cresciuto nel settore giovanile dei LA Galaxy, nel 2015 viene acquistato dai N.Y. Cosmos. Al termine della stagione solare, totalizza 4 presenze, di cui 3 in campionato e una in coppa.

#### Schalke 04 e prestito al Sandhausen
Rimasto svincolato dopo l'esperienza nella NASL, nell'aprile 2016 si trasferisce allo Schalke 04, che lo aggrega alla propria formazione Under-19. Aggregato in prima squadra in vista della stagione 2016-2017, il 20 maggio 2017 viene convocato per il match di Bundesliga contro l'Ingolstadt 04, senza tuttavia scendere in campo.
L'11 agosto 2017 viene ceduto in prestito per una stagione al Sandhausen, nella seconda divisione tedesca.
Rientrato alla base, il 24 novembre 2018 ha esordito in prima squadra, disputando l'incontro di Bundesliga vinto per 5-2 contro il Norimberga. Un mese dopo ha anche realizzato la sua prima rete con la squadra e in campionato, nella sconfitta per 1-2 contro il Bayer Leverkusen.
Conclude la sua prima esperienza in un campionato di massima serie con 7 presenze e una rete.

#### VVV-Venlo
Il 12 luglio 2019 viene acquistato a titolo definitivo dal VVV-Venlo, firmando un contratto di un anno con opzione di rinnovo per un altro anno. Il 3 agosto ha esordito in Eredivisie, nella vittoria casalinga per 3-1 sull'RKC Waalwijk. Il 30 ottobre, in occasione dell'incontro di KNVB beker, ha anche realizzato la sua prima rete con la squadra, ai danni del Groene Ster.

#### SønderjyskE
Il 2 agosto 2020 viene ingaggiato dalla formazione danese del SønderjyskE. Il 24 agosto, ha esordito nelle competizioni europee, nell'incontro dei turni preliminari di Europa League perso per 3-0 contro i cechi del Viktoria Plzeň. Al termine della stagione, totalizza 37 presenze e 13 reti.

#### Antalyaspor
Il 22 luglio 2021 passa in prestito all'Antalyaspor.
Il 15 luglio 2022 viene acquistato a titolo definitivo dal club turco.

### Nazionale
Ha rappresentato le nazionali giovanili statunitensi Under-15, Under-17, Under-18, Under-19 ed Under-23.
Il 1º giugno 2022 ha esordito con la nazionale statunitense, nell'amichevole vinta per 3-0 contro il Marocco, trovando anche la sua prima marcatura in nazionale.
Partecipa al Mondiale 2022 in Qatar, scendendo in campo in tutte le quattro le partite disputate dagli Stati Uniti (tre volte subentrando e una volta - contro l'Inghilterra, da titolare, venendo poi sostituito nel finale) e segnando una rete nella sconfitta per 3-1 agli ottavi contro i Paesi Bassi.

## Statistiche

### Presenze e reti nei club
Statistiche aggiornate al 15 giugno 2025.
| Stagione             | Squadra              | Campionato           | Campionato | Campionato | Coppe nazionali | Coppe nazionali | Coppe nazionali | Coppe continentali | Coppe continentali | Coppe continentali | Altre coppe | Altre coppe | Altre coppe | Totale | Totale |
| Stagione             | Squadra              | Comp                 | Pres       | Reti       | Comp            | Pres            | Reti            | Comp               | Pres               | Reti               | Comp        | Pres        | Reti        | Pres   | Reti   |
| -------------------- | -------------------- | -------------------- | ---------- | ---------- | --------------- | --------------- | --------------- | ------------------ | ------------------ | ------------------ | ----------- | ----------- | ----------- | ------ | ------ |
| 2015                 | N.Y. Cosmos          | NASL                 | 3          | 0          | USOC            | 1               | 0               |                    | -                  | -                  |             | -           | -           | 4      | 0      |
| 2016-2017            | Schalke 04           | BL                   | 0          | 0          | CG              | 0               | 0               |                    | -                  | -                  |             | -           | -           | 0      | 0      |
| 2017-2018            | Sandhausen           | 2L                   | 15         | 1          | CG              | 0               | 0               |                    | -                  | -                  |             | -           | -           | 15     | 1      |
| 2018-2019            | Schalke 04           | BL                   | 7          | 1          | CG              | 0               | 0               | UCL                | 0                  | 0                  |             | -           | -           | 7      | 1      |
| Totale Schalke 04    | Totale Schalke 04    | Totale Schalke 04    | 7          | 1          |                 | 0               | 0               |                    | 0                  | 0                  |             | -           | -           | 7      | 1      |
| 2018-2019            | Schalke 04 II        | OL                   | 22         | 14         |                 | -               | -               |                    | -                  | -                  |             | -           | -           | 22     | 14     |
| 2019-2020            | VVV-Venlo            | ED                   | 22         | 0          | CO              | 1               | 1               |                    | -                  | -                  |             | -           | -           | 23     | 1      |
| 2020-2021            | SønderjyskE          | SL                   | 19+10      | 7+4        | CD              | 7               | 2               | UEL                | 1                  | 0                  |             | -           | -           | 37     | 13     |
| 2021-2022            | Antalyaspor          | SL                   | 32         | 14         | CT              | 3               | 1               |                    | -                  | -                  |             | -           | -           | 35     | 15     |
| 2022-2023            | Antalyaspor          | SL                   | 28         | 15         | CT              | 1               | 1               |                    | -                  | -                  |             | -           | -           | 29     | 16     |
| Totale Antalyaspor   | Totale Antalyaspor   | Totale Antalyaspor   | 50         | 29         |                 | 4               | 2               |                    | -                  | -                  |             | -           | -           | 64     | 31     |
| 2023-2024            | Coventry City        | FLC                  | 44         | 16         | FACup+CdL       | 5+1             | 3+0             | -                  | -                  | -                  | -           | -           | -           | 50     | 19     |
| 2024-2025            | Coventry City        | FLC                  | 27+2       | 12         | FACup+CdL       | 0+2             | 0+0             | -                  | -                  | -                  | -           | -           | -           | 31     | 12     |
| Totale Coventry City | Totale Coventry City | Totale Coventry City | 71+2       | 28         |                 | 8               | 3               |                    | -                  | -                  |             | -           | -           | 81     | 31     |
| Totale carriera      | Totale carriera      | Totale carriera      | 231        | 84         |                 | 21              | 8               |                    | 1                  | 0                  |             | -           | -           | 253    | 92     |

### Cronologia presenze e reti in nazionale
| Cronologia completa delle presenze e delle reti in nazionale ― Stati Uniti | Cronologia completa delle presenze e delle reti in nazionale ― Stati Uniti | Cronologia completa delle presenze e delle reti in nazionale ― Stati Uniti | Cronologia completa delle presenze e delle reti in nazionale ― Stati Uniti | Cronologia completa delle presenze e delle reti in nazionale ― Stati Uniti | Cronologia completa delle presenze e delle reti in nazionale ― Stati Uniti | Cronologia completa delle presenze e delle reti in nazionale ― Stati Uniti | Cronologia completa delle presenze e delle reti in nazionale ― Stati Uniti |
| Data                                                                       | Città                                                                      | In casa                                                                    | Risultato                                                                  | Ospiti                                                                     | Competizione                                                               | Reti                                                                       | Note                                                                       |
| -------------------------------------------------------------------------- | -------------------------------------------------------------------------- | -------------------------------------------------------------------------- | -------------------------------------------------------------------------- | -------------------------------------------------------------------------- | -------------------------------------------------------------------------- | -------------------------------------------------------------------------- | -------------------------------------------------------------------------- |
| 1-6-2022                                                                   | Cincinnati                                                                 | Stati Uniti                                                                | 3 – 0                                                                      | Marocco                                                                    | Amichevole                                                                 | 1                                                                          | 46’                                                                        |
| 5-6-2022                                                                   | Kansas City                                                                | Stati Uniti                                                                | 0 – 0                                                                      | Uruguay                                                                    | Amichevole                                                                 | -                                                                          | 61’                                                                        |
| 14-6-2022                                                                  | San Salvador                                                               | El Salvador                                                                | 1 – 1                                                                      | Stati Uniti                                                                | CONCACAF Nations League 2022-2023 - 1º turno                               | -                                                                          | 46’                                                                        |
| 21-11-2022                                                                 | Al Rayyan                                                                  | Stati Uniti                                                                | 1 – 1                                                                      | Galles                                                                     | Mondiali 2022 - 1º turno                                                   | -                                                                          | 75’                                                                        |
| 25-11-2022                                                                 | Al Khawr                                                                   | Inghilterra                                                                | 0 – 0                                                                      | Stati Uniti                                                                | Mondiali 2022 - 1º turno                                                   | -                                                                          | 83’                                                                        |
| 29-11-2022                                                                 | Doha                                                                       | Iran                                                                       | 0 – 1                                                                      | Stati Uniti                                                                | Mondiali 2022 - 1º turno                                                   | -                                                                          | 78’                                                                        |
| 3-12-2022                                                                  | Al Rayyan                                                                  | Paesi Bassi                                                                | 3 – 1                                                                      | Stati Uniti                                                                | Mondiali 2022 - Ottavi di finale                                           | 1                                                                          | 67’                                                                        |
| 21-3-2024                                                                  | Arlington                                                                  | Stati Uniti                                                                | 3 – 1 dts                                                                  | Giamaica                                                                   | CONCACAF Nations League 2023-2024 - Semifinale                             | 2                                                                          | 63’                                                                        |
| 24-3-2024                                                                  | Arlington                                                                  | Stati Uniti                                                                | 2 – 0                                                                      | Messico                                                                    | CONCACAF Nations League 2023-2024 - Finale                                 | -                                                                          | 66’                                                                        |
| 8-6-2024                                                                   | Landover                                                                   | Stati Uniti                                                                | 1 – 5                                                                      | Colombia                                                                   | Amichevole                                                                 | -                                                                          | 46’                                                                        |
| 1-7-2024                                                                   | Kansas City                                                                | Stati Uniti                                                                | 0 – 1                                                                      | Uruguay                                                                    | Coppa America 2024 - 1º turno                                              | -                                                                          | 79’                                                                        |
| 7-9-2024                                                                   | Kansas City                                                                | Stati Uniti                                                                | 1 – 2                                                                      | Canada                                                                     | Amichevole                                                                 | -                                                                          | 71’                                                                        |
| 10-9-2024                                                                  | Cincinnati                                                                 | Stati Uniti                                                                | 1 – 1                                                                      | Nuova Zelanda                                                              | Amichevole                                                                 | -                                                                          | 57’                                                                        |
| 12-10-2024                                                                 | Austin                                                                     | Stati Uniti                                                                | 2 – 0                                                                      | Panama                                                                     | Amichevole                                                                 | -                                                                          | 67’                                                                        |
| 15-10-2024                                                                 | Guadalajara                                                                | Messico                                                                    | 2 – 0                                                                      | Stati Uniti                                                                | Amichevole                                                                 | -                                                                          | 63’                                                                        |
| 7-6-2025                                                                   | East Hartford                                                              | Stati Uniti                                                                | 1 – 2                                                                      | Turchia                                                                    | Amichevole                                                                 | -                                                                          | 65’                                                                        |
| 15-6-2025                                                                  | San Jose                                                                   | Stati Uniti                                                                | 5 – 0                                                                      | Trinidad e Tobago                                                          | Gold Cup 2025 - 1º turno                                                   | 1                                                                          | 73’                                                                        |
| Totale                                                                     |                                                                            | Presenze                                                                   | 17                                                                         |                                                                            | Reti                                                                       | 5                                                                          |                                                                            |

## Palmarès

### Club

#### Competizioni nazionali
- North American Soccer League: 1

N.Y. Cosmos: 2015

### Nazionale
- CONCACAF Nations League: 1

2023-2024